# Брама Драконових зубів
1°15′45″ пн. ш. 103°48′19″ сх. д. / 1.26251667° пн. ш. 103.80518889° сх. д.

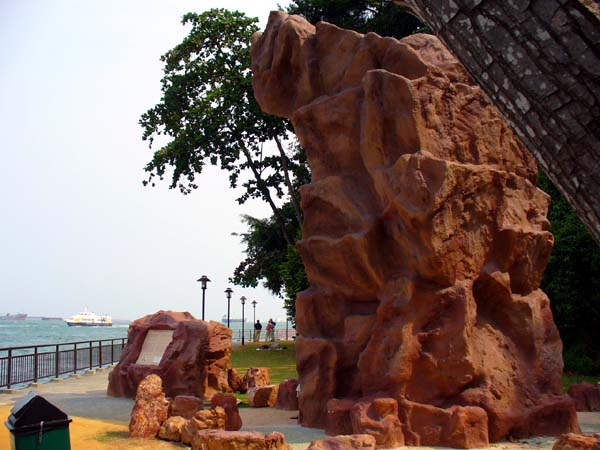
Символічна репліка Драконових зубів у Лабрадорському парку, Сінгапур. Їх відтворення було частиною святкування 600-тої річниці подорожей Чжен Хе у 2005 році.

Брама Драконових зубів або Лонг Йя Мен (спрощ.: 龙牙门; піньїнь: lóngyámén) — скелясті гранітні виступи, що раніше височіли при вході в гавань Кеппел у Сінгапурі. Драконові зуби слугували як навігаційний орієнтир для стародавніх моряків, які пропливали через стрімкі води вузької протоки між ними. Ці скелі були позначені на навігаційних картах адмірала Чжен Хе часів династії Мін (郑和), а також в історичних морських записах Ван Даюаня, Ву Бей Чжи (武备志). Унікальні обриси Драконових зубів слугували Чжен Хе орієнтиром у водах довкола Сінгапуру під час його семи морських подорожей на захід між 1405 та 1433 роками. Остаточно скелясті виступи знищили британці в 1848 році, щоб розширити канал і дати можливість проходу для більших суден. У 2005 році сінгапурський уряд спорудив символічну репліку біля місця їхнього колишнього розташування, щоб відзначити визначну роль брами у морській історії Сінгапуру.

## Історія
Драконові зуби були відомі серед місцевих малайців у стародавні часи як Batu Berlayar («Вітрильна скеля»). Вони розташовані біля теперішнього Лабрадор Парку, на з'їзді з дороги Пазір Панджанг. Інший скелястий виступ раніше був на протилежному березі Танджонг Рімау на острові Сентоса. Ці дві скелі утворювали браму на західному вході до гавані Кеппел. Більш вражаючу скелю британські моряки назвали Batu Berlayar — Лотова дружина — на згадку про дружину Авраамового племінника з біблійної історії. Вона перетворилась на соляний стовп, коли не виконала божественного наказу не озиратись на знищення Содому під час втечі з цього міста.

Знамениті історичні морські аннали Ву Бей Чжи місять зображення Лонг Йя Мен.

У XIV столітті стародавній моряк і торговець Ван Даюань ймовірно пропливав через цю протоку. У подорожньому журналі він записав, що фуцзяньські моряки знали про ці два скелясті виступи, як Лонг Йя Мен, бо вони їм нагадували два кілки на носі їхніх кораблів. Ці кілки моряки називали «Драконовими зубами».
Прохід у гавань Кеппел використовували азійські та перші європейські моряки і торговці сотні років, щоб пропливати повз Сінгапур. З 1405 по 1433 роки Чжен Хе здійснив сім подорожей до понад тридцяти країн, подорожував флотом до 300 кораблі Тихим та Індійським океанами, допливав до Перської затоки та Африки. Адмірал подорожував за наказом китайського імператора, щоб налагодити торгові відносини з країнами на захід від Китаю. Вважається, що він пропливав через води біля Лабрадорського парку в Пазір Паджангу, хоча свідчень про його висадку в Сінгапурі немає. У XVII столітті протоку покинули на користь ширших та глибших Головних проток, що на південь від Пулау Сатаму, де сьогодні стоїть маяк Рафлза.
Коли сер Стемфорд Рафлз із Британської Ост-Індської компанії висадився в Сінгапурі в січні 1819 року, він нічого не знав про «Лотову дружину» чи про глибоководну гавань за нею. Вільям Фарквар, перший британський намісник і комендант Сінгапуру, в листі Рафлзу від 2 вересня 1819 року пише, що він знайшов нову гавань на захід від поселення. Два скелясті виступи було, зрештою, підірвано під керівництвом землеміра Протокових Поселень Джона Томсона в серпні 1848 року, щоб розширити вхід у нову гавань.

## Ушанування пам'яті
У липні 2005 року біля початкового місця розташування брами було встановлено кам'яну репліку Лонг Йя Мен заввишки шість метрів завдяки спільним зусиллям Сінгапурського туристичного комітету, Управління морських справ та портів і Комітету національних парків. Це було частиною трьохмісячного святкування 600-тої річниці першої подорожі Чжен Хе, яка почалася в Нанкіні (Китай). Табличка розказує про значення Лонг Йя Мен для Сінгапуру. Біля репліки також написана історія Чжен Хе.
Представники влади спочатку планували замінити реплікою червоний маяк Берлайер. Однак Сінгапурська спільнота історичної спадщини виступила проти такого рішення, заявивши, що сам маяк є частиною спадщини і не може бути знищений, оскільки розташований у Лабрадорському парку з часів Другої світової війни. Зрештою репліку побудували за кілька метрів від маяка. Влада сподівається, що символічна репліка допоможе зберегти пам'ять про Лонг Йя Мен, який є важливою частиною морської історії Сінгапуру, для майбутніх поколінь та відвідувачів, знайомих з історичними подорожами Чжен Хе.